# Марковичи (Брестская область)
Марковичи (бел. Маркавічы) — деревня в Дрогичинском районе Брестской области Беларуси. Входит в состав Хомского сельсовета.

## География
Деревня находится в центральной части Брестской области, к югу от реки Ясельды, при автодороге Н-681, на расстоянии приблизительно 16 километров (по прямой) к северо-северо-западу от города Дрогичина, административного центра района. Абсолютная высота — 145 метров над уровнем моря. Площадь населённого пункта — 1,2585 км².

## История
По состоянию на 1905 год, в Марковичах проживало 336 человек. В административном отношении деревня входила в состав Хомской волости Кобринского уезда Гродненской губернии.
Согласно Рижскому мирному договору (1921), деревня вошла в состав межвоенной Польши. Входила в состав гмины Хомск Дрогичинского повета Полесского воеводства. В 1921 году числилось 386 жителей, проживавших в 74 домах. В этническом составе населения того периода белорусы составляли 92,7 %, евреи — 5,7 %, поляки — 1,6 %. В конфессиональном составе населения преобладали православные христиане (94,3 %).
С 1939 года в БССР.

## Население
По данным переписи 2019 года, в деревне проживало 75 человек.
| Год  | Население, человек |
| ---- | ------------------ |
| 1905 | 336                |
| 1921 | ↗ 386              |
| 2009 | ↘ 112              |
| 2019 | ↘ 75               |